# Salzstiegelhaus
Das Salzstiegelhaus ist ein Gasthof sowie eine private Schutzhütte in den Lavanttaler Alpen im österreichischen Bundesland Steiermark. Es liegt am Hirschegger Sattel (auch Salzstiegel) im Bereich von Pack- und Stubalpe.

## Lage und Umgebung
Das Salzstiegelhaus liegt wenige Meter südwestlich der Passhöhe des Hirschegger Sattels auf 1543 m ü. A. am südlichen Ende des Kothgrabens. Der Alpengasthof gehört zur politischen Gemeinde Weißkirchen in Steiermark, deren Hauptort fast 20 km entfernt liegt. Über den durch Gemeindestraßen erschlossenen Sattel verläuft die Grenze zwischen Ober- und Weststeiermark. Die nächstgelegenen Gipfel sind der Speikkogel (1993 m) südwestlich und der Rappoldkogel (1928 m) nordöstlich der Passhöhe.

## Geschichte
Der Name Salzekh wurde erstmals 1598 im Kaufrechtsbrief zwischen den Freiherren von Kainach und den Bauern von Hirschegg-Piber genannt. Ähnlich wie am östlich gelegenen Alten Almhaus bestand ein wichtiger Handelsübergang, der vornehmlich für die namensgebenden Salztransporte genutzt wurde. Ein Fußsteig führte bereits im Hochmittelalter in der Zeit der Gebirgserschließung von Hirschegg auf die Alm.
1886 zog der Holzhändler Johann Tarmann von Krain in die Hirschegger Gegend und erwarb den Besitz „Reinmoar“. Dazu gehörten auch Gründe am Salzstiegel, wo Tarmann nach einem Marterl eine erste Selbstversorgerhütte errichtete. Seine Tochter Juliane Köck, die zunächst als Sennerin wirkte, erbte die Almhütte 1920 und begann sie zu einem Alpengasthof auszubauen. Das Schutzhaus in seiner heutigen Form entstand 1948 und befindet sich nach wie vor in Familienbesitz. Im Laufe der Jahrzehnte wurde das Salzstiegelhaus weiter ausgebaut und verfügt heute über mehrere Nebengebäude.

## Tourismus

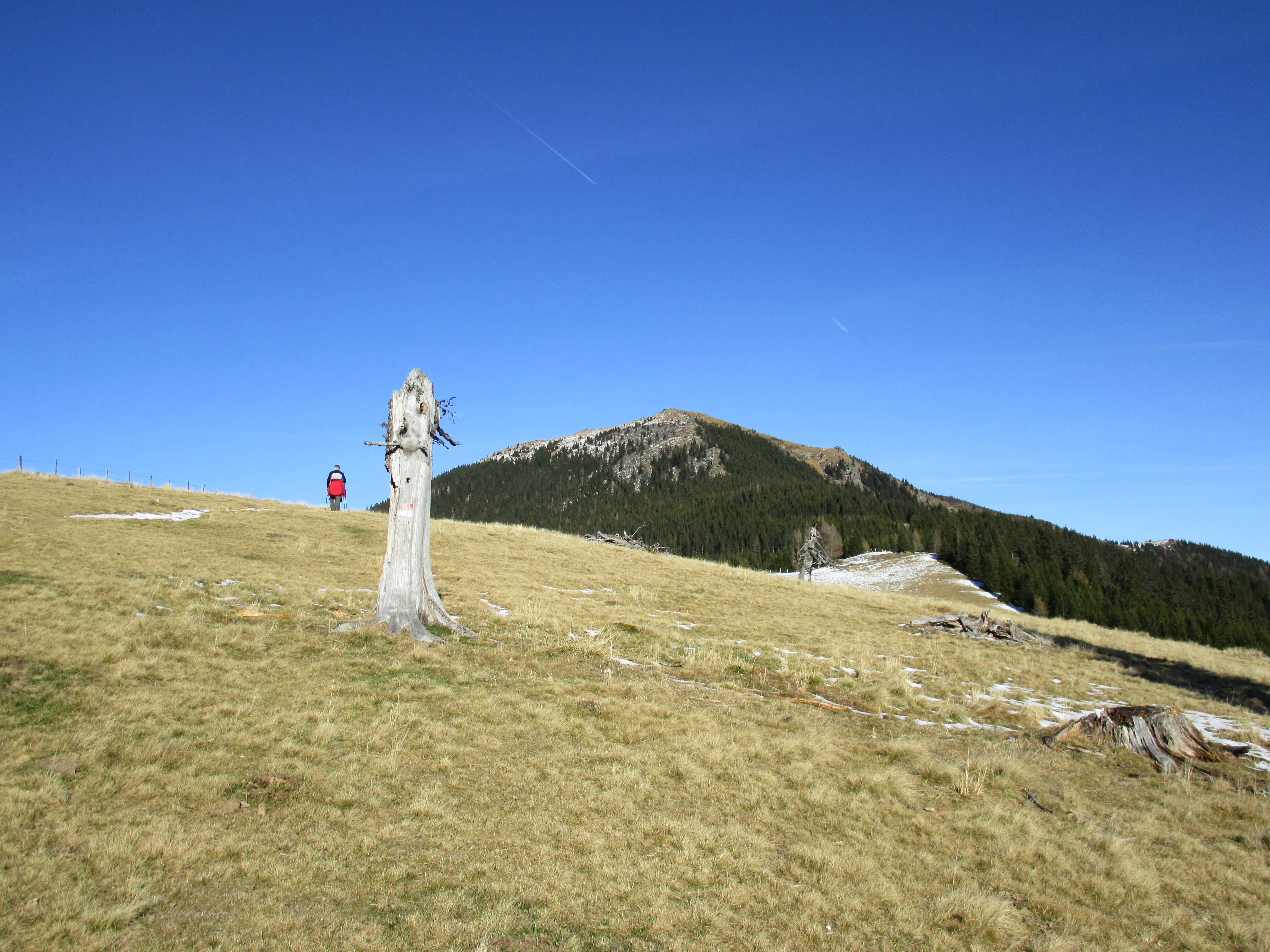
Vom Salzstiegel zum Rappoldkogel

Im Sommer ein beliebter Stützpunkt für Wanderer, bildet das Salzstiegelhaus im Winterhalbjahr eine Einkehrmöglichkeit im Skigebiet Salzstiegl – mit fünf Schleppliften und 12 Pistenkilometern neben der Weinebene das letzte größere Wintersportgebiet der Weststeiermark.

### Zugang zur Hütte
Das Salzstiegelhaus liegt am Nord-Süd-Weitwanderweg (Österreichischer Weitwanderweg 05) und ist von zwei Seiten über markierte Wanderwege erreichbar.
- vom Alten Almhaus (1649 m): 1 Stunde
- vom Gaberl (1547 m): 1¾ Stunden
- von Kleinfeistritz (842 m, über die Straße): 3 Stunden
- von Hirschegg (899 m, großteils Straße): 3 Stunden
- vom Packsattel (1169 m): 5 Stunden

### Tourenziele
- Rappoldkogel (1928 m): 1 Stunde
- Wölkerkogel (1706 m): 1¼ Stunden
- Speikkogel (1993 m): 1¼ Stunden
- Peterer Riegel (1967 m): 1½ Stunden
- Ameringkogel (2187 m): 2½ Stunden